# Offenes Antwortschreiben
Das Offene Antwortschreiben ist die 1863 verfasste Erwiderung Ferdinand Lassalles auf eine Anfrage des Zentralkomitees zur Berufung eines allgemeinen deutschen Arbeiterkongresses in Leipzig. Es gilt als das Gründungsdokument der Sozialdemokratischen Partei Deutschlands.

## Was war das Offene Antwortschreiben?
Am 11. Februar 1863 bat das Leipziger Komitee mehrere Nationalökonomen, darunter Ferdinand Lassalle, um ihre Meinung über die Arbeiterbewegung und ihren künftig einzuschlagenden politischen Weg. 
Lassalle schrieb daraufhin das 37 Seiten starke Offene Antwortschreiben, das – vom 1. März 1863 datiert – in 12.000 Exemplaren verlegt und an die Arbeiter verkauft wurde. Dieses Antwortschreiben, das am 23. Mai 1863 in einer von Vertretern aus 11 Städten beschickten Versammlung in Leipzig beraten wurde, ist die Geburtsurkunde des Allgemeinen Deutschen Arbeitervereins (ADAV), der ersten überregionalen sozialdemokratischen Organisation und somit einer Vorläuferin der Sozialdemokratischen Partei Deutschlands. Lassalle wurde zu ihrem ersten, mit verhältnismäßig großem Machtvolumen ausgestatteten, Präsidenten gewählt.

## Historischer Hintergrund
Ferdinand Lassalles politisches Auftreten fiel in eine Zeit, in der die demokratische Mitbestimmung untrennbar mit der Sozialen Frage im Zuge der Industriellen Revolution und mit der sozioökonomischen  Stellung der Wahlberechtigten (Zensuswahlrecht) verbunden war. Die damalige Parteienlandschaft war durch vier Hauptströmungen gekennzeichnet, zu der die Sozialdemokratie später als fünfte hinzukam.

## Inhalt
Der Inhalt des Schreibens war an den „Arbeiterstand“ gerichtet. Die Arbeiter müssen sich, so Lassalle, zu einer eigenen Partei zusammenschließen, ihre Interessen bündeln und so genannte Assoziationen (Produktivassoziationen oder „Genossenschaften“) bilden, um ihre „legitimen Interessen befriedigen zu können“. Die Forderungen des Arbeiterstandes sollten zunächst auf eine Verbesserung seiner Gesamtlage und seine politische Gleichstellung zielen. 
Die freien Arbeiterassoziationen müssen nach Lassalles Auffassung vom Staat unterstützt werden. Das heißt: Der Staat soll das Kapital für Maschinen, Werkshallen etc. bereitstellen, das einzelne Arbeitervereinigungen nicht aufbringen können. Nur durch die Hilfe des Staates könne es Arbeiterassoziationen geben, die mit den Unternehmen des Bürgertums zu konkurrieren imstande seien. Diese vom Staat unterstützten Zusammenschlüsse könnten gleichzeitig die Lage des Arbeiterstandes verbessern, da durch ein gerechtes Einkommen die Lebensumstände sich grundlegend verbessern würden.
Um zu diesem Ziel zu gelangen, sah Lassalle es als unabdingbar an, auf parlamentarischem (nicht revolutionärem) Wege das allgemeine, gleiche und direkte Wahlrecht einzuführen. Eine Revolution schloss Lassalle aus. „Meine Herren, es gibt keine Macht, die sich dem lange widersetzen würde!“, schrieb Lassalle und vertraute auf ein verändertes Wahlrecht. 
Gewerkschaften lehnte Lassalle aufgrund seiner von den nationalökonomischen Theorien Thomas Robert Malthus’ und David Ricardos abgeleiteten These des Ehernen Lohngesetzes ab. In seinen Augen war eine grundlegende Verbesserung nur durch Beteiligung der Arbeiter am Produktivvermögen und durch politische Mitgestaltung erreichbar.

## Die besondere Rolle des Wahlrechts im Antwortschreiben
Lassalle wies in seinem Offenen Antwortschreiben einem erweiterten Wahlrecht eine übergeordnete Rolle zu. Es sei nicht nur das „politische“, sondern auch das „soziale“ Grundprinzip des Arbeiterstandes – „die Grundbedingung aller sozialen Hilfe“. Für ihn war mit der Einführung des neuen Wahlrechts auch die Verbesserung der materiellen Lage des Arbeiterstandes verbunden.
Seine Grundannahme war, dass eine zu großen Teilen vom Arbeiterstand gestellte Legislative den Staat zu seiner „Pflicht“ zwingen könne – wozu die Kapitalbereitstellung für Produktivgenossenschaften gehöre. 
Lassalle spekulierte darauf, dass durch eine hohe Wahlbeteiligung bei einem veränderten Wahlsystem zunächst Druck auf die Monarchie ausgeübt werden könne. In einem recht schnellen Prozess würde sich das Volk dann sein Recht auf politische Freiheit erkämpfen. Lassalle verwies hier auf die Aktionen der englischen Bevölkerung gegen die „Korngesetze“, die rund fünf Jahre andauerten und den Staat durch Reformen veränderten. Nur so würde der Arbeiterstand, den Lassalle auch als den „eigentlichen Staat“ ansah, sich emanzipieren und zu einem entscheidenden Machtfaktor im Parlament werden.
Das Wahlrecht muss aus Lassalles Sicht also als ein Instrument der Arbeiterschaft angesehen werden: Es soll als „Hebel“ fungieren, um – die gleiche Gewichtung aller Stimmen vorausgesetzt – eine angemessene Beteiligung an der politischen Macht zu erlangen. Diese Beteiligung sei nur realisierbar, wenn die Arbeiterschaft durch Mandatsträger ausreichend im Parlament vertreten sei.

## Die Resonanz auf dasOffene Antwortschreiben
Nachdem Lassalle das Offene Antwortschreiben verfasst hatte, schrieb er in einem Brief an die Gräfin Hatzfeldt: 
„Ist der deutsche Arbeiterstand nicht bis zum Entsetzen träge und schläfrig, so muss dieses Manifest, da es ohnehin in eine bereits vorhandene praktische Bewegung fällt, ungefähr eine Wirkung hervorrufen wie die Thesen an der Wittenberger Schlosskirche.“ 
Die erste Resonanz war in Wirklichkeit bescheidener. Die Planungen für den Arbeiterkongress blieben weit hinter den Erwartungen zurück. Die Pressereaktionen gegen das Offene Antwortschreiben verstärkten diese Tendenz noch. In dieser Situation entschloss sich das Zentralkomitee mehrheitlich, den ursprünglich geplanten Kongress ausfallen zu lassen. Ein neu gebildetes Komitee erhielt den Auftrag, zur Gründung eines  Arbeitervereins aufzurufen, dessen Programm auf Lassalles' Antwortschreiben beruhen sollte. 
Die Gründung des ADAV im Mai 1863 und seine Programmatik stießen bei einem Teil der sozialistischen Bewegung, vor allem bei Karl Marx, auf Ablehnung. 1875 schlossen sich – am Ende eines Vereinigungsparteitages vom 22. bis 27. Mai in Gotha – der ADAV und die von August Bebel und Wilhelm Liebknecht 1869 in Eisenach gegründete Sozialdemokratische Arbeiterpartei (SDAP) zur Sozialistischen Arbeiterpartei Deutschlands (SAP) zusammen. Nach dem Außerkrafttreten des Sozialistengesetzes im Herbst 1890 änderte die Partei ihren Namen in „Sozialdemokratische Partei Deutschlands“.

## Historische Bedeutung
Die neue Partei sollte laut Lassalle in einer „gesetzlichen und friedlichen, aber unermüdlichen unablässigen“ Agitation für mehr Rechte kämpfen. Auch wenn sich manche seiner Vorstellungen – etwa zur Gewerkschaftsfrage – in der Arbeiterbewegung nicht durchsetzten, ist sein Versuch, die Arbeiterschaft für demokratische Mitbestimmung zu gewinnen, als hoch einzuschätzen. Nicht durch eine Revolution sollte eine Veränderung herbeigeführt werden, sondern auf gesetzlichem Wege. In diesem Sinne ist das Offene Antwortschreiben ein bedeutendes Dokument deutscher Geschichte, da es den friedlichen Weg der Reform als eine realistische Perspektive aufweist. 